# Konkurs muzyczny Rotary
International Russian Rotary Children's Music Competition (ros. Международный детский музыкальный конкурс Ротари) – konkurs muzyczny dla dzieci w wieku od 8 do 12 lat, odbywający się corocznie od 2002 r. w Moskwie. Jest on organizowany przez Rotary Club Moscow International i jest członkiem Unii Europejskiej Konkursów Muzycznych dla Młodzieży (EMCY).
Konkurs odbywa się co roku w marcu w Konserwatorium Moskiewskim lub w Centralnej Szkole Muzycznej w Moskwie. Uczestnictwo jest otwarte dla wszystkich młodych muzyków w wieku 8-12 lat grających na skrzypcach, wiolonczeli, harfie, fortepianie i na instrumentach dętych.